# Anajatuba
Anajatuba è un comune del Brasile nello Stato del Maranhão, parte della mesoregione del Norte Maranhense e della microregione della Baixada Maranhense.